# Čolové
Čolové (turecky Čöllar, čínsky 處月 – pchin-jinem Čchu-jüe, rusky Чуюэ) byl středověký název jednoho z turkotatarských etnik. Čolové byli potomci Asijských Hunů a později členové unie Alty-čubů. Kolektivně byli známí jako Středoasijští Hunové, kteří v 2. století na rozdíl od svých soukmenovců netáhli do Evropy, nýbrž zůstali ve Střední Asii.
V roce 160 n. l. vytvořili Jüe-panské knížectví, které bylo v roce 490 rozvráceno kmeny Tchie-lejů či Kao-kcheů pocházejících z Ting-lingů. Roku 552 byli začleněni do Turkutského kaganátu (Turkuti) a později do Západoturkutského kaganátu (583-657; známý také jako Kaganát západních "Tchu-ťüe"), ve kterých se nacházeli v podřízeném postavení.

## Krátká historie

### Etymologie
Podle V.V. Bartolda pojem Čchu-jüe pochází z čínského přepisu a skutečné jméno Čchu-jüeů bylo Čöl ve smyslu "písečné pouště, stepi". V čínských kronikách se zmínka o kmeni Čolů poprvé objevila v roce 635, když se u Tchangského dvora objevili jeho vyslanci. Později ze dvou části Čujských kmenů – Čolů a Čumulů – vznikly dvě větve Čugajů → (Čch'-čchi → Čigilové a Šatchuo-tchu-ťüe → Čugajští turci).
V současnosti je endoetnonymem Čuj-hunských potomků turecké označení Čuj kiši, "Čujský lid".

### Historický vývoj
Starověké čínské zdroje řadí nomádské Čoly ke skupině Asijských Hunů, kteří během migrace (93-380) zůstali v Žety-su (česky Sedmiříčí) a ve Východním Turkestánu.
Během migrace hlavní části Asijských Hunů ze Střední Asie a Jižní Sibiře do Evropy jejich větev zůstala u Tarbagatajského pohoří. V roce 160 Středoasijští Hunové dobyli Žety-su, a založili zde Jüe-panské knížectví (čínsky v českém přepisu Jüe-pan, pchin-jinem yuèbān, znaky 悅般 : běžný název v čínské literatuře) trvající do roku 490. Od roku 420 byli ohrožováni Žuan-žuany. V roce 490 byli Jüe-pani poraženi Wej-chey (15 Ujgurských kmenů) pocházejícími z Tchie-lejů a byli rozděleni do čtyř kmenů:
Čchu-jüe → Čolové,
Čchu-mi → Čumulové,
Čchu-mu-kun → Kimakové,
Čchu-pan → Čubani či Slabí Hunové.
Od poloviny 7. století Jüe-pani nesou turkický název Alty-čubové (Čujské kmeny nebo Čujští Hunové). Část z nich, (Čchu-mu-kuni, tj. Kimakové) obývala region řeky Irtyš (dobový název: Ertiš). Jüe-pani se podíleli na tvorbě národa Türgešů a jejich kaganátu a později byli vazalové Turkutů. Migrace Turkutů (Wej-cheové, Tokuz Oguzové, Süe-jentchuové, Chuej-chuové atd…) do této oblasti počala po kolapsu První Ujgurské říše (autonomie v "období bezvládí Turkutů" 630-683 v současném Mongolsku). V roce 744 se část Čujských Hunů ocitla v Druhém Ujgurském kaganátě (740-840) a další část si udržela svou nezávislost. Během "ujgurského období" se Čujské kmeny konsolidovaly do jádra "sedmi kmenů" známých jako Kimakové z arabských a perských zdrojů.

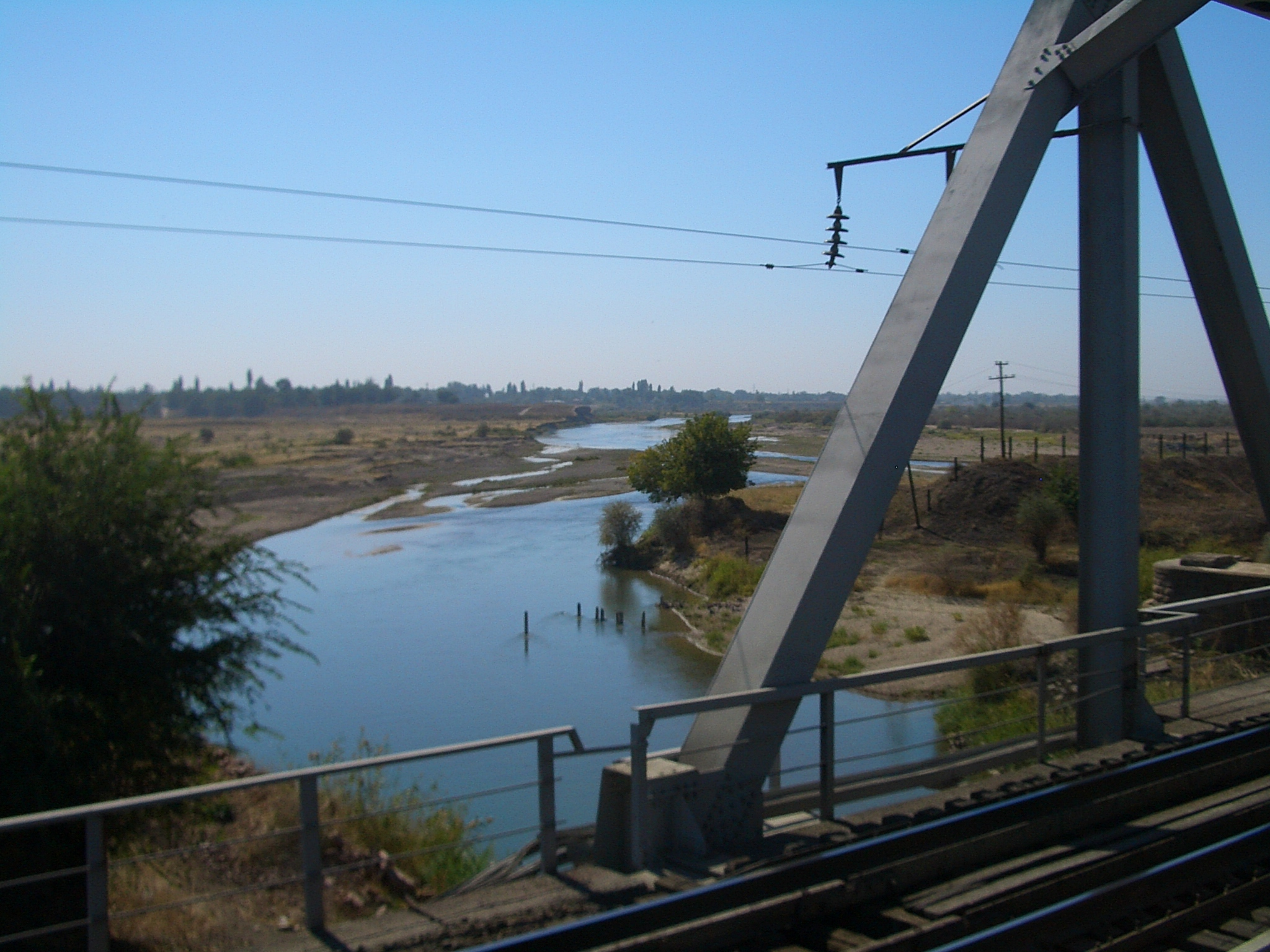
Řeka Čuj v Kazachstáně, protékající městem Šu

### Záznamy v čínských kronikách
Po Tung Jabguově (618-628) smrti v roce 628 nastaly v Západoturkutském kaganátě sváry mezi dvěma konkurenčními větvemi Deseti kmenů (On-oků): Nu-šipi a Dulo. Išbara Teriš-kagan (634-639) se snažil pozvednout svou autoritu podporou Nu-šipiů. Když jeho tábor a vesnice byly napadeny čínskými Tchangy, musel utéci do Fergany. Po jeho útěku rada starších z Deseti kmenů (On-oků) upřednostnila kagana z Ašinovského domu kvůli udržení rovnováhy mezi oběma větvemi. Ipi Tugluk-kagan , jehož otec své území již dávno ztratil, ochotně přijal jejich pozvání. Měl velkou podporu u pěti Dulo kmenů, kterou ale roku 642 ztratil.
Během občanské války západních Turků, turkucký vůdce Ipı Tugluk-kagan (638-653, 1. vůdce Duluů), podporovaný vůdci pěti Dulo kmenů s Čolo-Čumulskou armádou obléhal Tängri-tag, ale bezúspěšně. Jeho protějšek Siao-kche z Tchangů ho zahnal na sever, a poté když dobyl město Čolského si-ťina čili vládce, spěchal na horu Ťie-so, kde porazil na 1000 Čumulů a podmanil si jejich potomky.
V roce 657 Nu-šipiovské křídlo Deseti kmenů (On-oků) vytvořilo spojeneckou alianci s Tibetem. Na 360 rodin Čolů a Čumulů zůstalo u Šuang-che. Ulug Išbara-kagan (650-658, 2. vůdce Duluů)  z Turkutů spolu s tibetským Buši Daganem jako první zahájil bitvu zaměřenou proti Tchangům. Na straně Tchangů na něj ze zálohy zaútočil Ašina Miše-chán (657-664/7, 3. vůdce Duluů)
, což pochopitelně vedlo k chaosu mezi válčícími stranami. Išbara-kagan se dal na útěk, ale Tchangský vojenský generál Su Ting-fang mu byl patách až řece Su-je, kde porazil jeho armádu. Išbara-kaganovi a Ši-junovi se podařilo utéci. Prchali směrem do Šunou-še, kam ale nedošli. V oblasti Ši se dostali před brány města Su-du. Jejich unavení koně již nemohli dál, a jejich armáda byla sužována hladem. Vládci města proto nabídli vysokou sumu za vstup a nákup koní. Vládce města Ine Dagan je přijal, ale jakmile vstoupili do města, zadržel je a odvedl do Ši-go.

## Konfesní vyznání
Záznamy o konfesním vyznání Čujských Hunů, šamanistických léčbách nebo magii, nejsou prakticky dostupné, ale čínské kroniky zaznamenaly jejich vnitřní náboženské rituály a kouzla. Záznamy o Jüe-panech vyprávějí o čarodějnicích, které byly schopné způsobovat mrazy a bouře.